# Rivoluzione belga
La rivoluzione belga (in francese Révolution belge) fu il conflitto che, tra il 1830 e il 1831, portò alla secessione delle Province del Sud dal Regno Unito dei Paesi Bassi ed alla nascita del Belgio indipendente.
Gran parte della popolazione dei Paesi Bassi del Sud era cattolica, di lingua francese e guardava al governo liberale di Guglielmo I come a quello di un despota.
Per questi motivi il 25 agosto 1830 scoppiarono a Bruxelles delle rivolte e i negozi vennero chiusi per protesta contro il governo olandese. In breve tempo tutta l'area venne interessata da piccole e grandi rivolte che portarono all'occupazione delle fabbriche locali e in alcuni casi anche alla distruzione dei macchinari. Guglielmo I inviò a questo punto delle truppe governative nelle Province del Sud ma le rivolte continuarono senza sosta.
A Bruxelles venne combattuta una battaglia al punto che le forze olandesi vennero forzate a ritirarsi in massa anche a causa delle numerose diserzioni, mentre a Bruxelles gli Stati Generali costituiti votarono a favore di una secessione dai Paesi Bassi e dichiararono l'indipendenza del Belgio. Nel frattempo, il Congresso Nazionale dei Paesi Bassi radunato da Guglielmo I si appellò alle grandi potenze nella speranza di recuperare il territorio ma come risultò poi dalla Conferenza di Londra la maggior parte delle potenze europee preferì riconoscere l'indipendenza del Belgio. Nel 1831, quando venne proclamato re Leopoldo di Sassonia-Coburgo-Gotha, Guglielmo I dei Paesi Bassi tentò di invadere il Belgio per riprenderne possesso e restaurare la sua posizione. Questi dieci giorni di campagna furono un fallimento a causa dell'intervento dell'esercito francese in supporto a quello belga. Gli olandesi accettarono solo nel 1839 l'indipendenza del Belgio con la sigla del Trattato dei XXIV articoli.

## Contesto storico

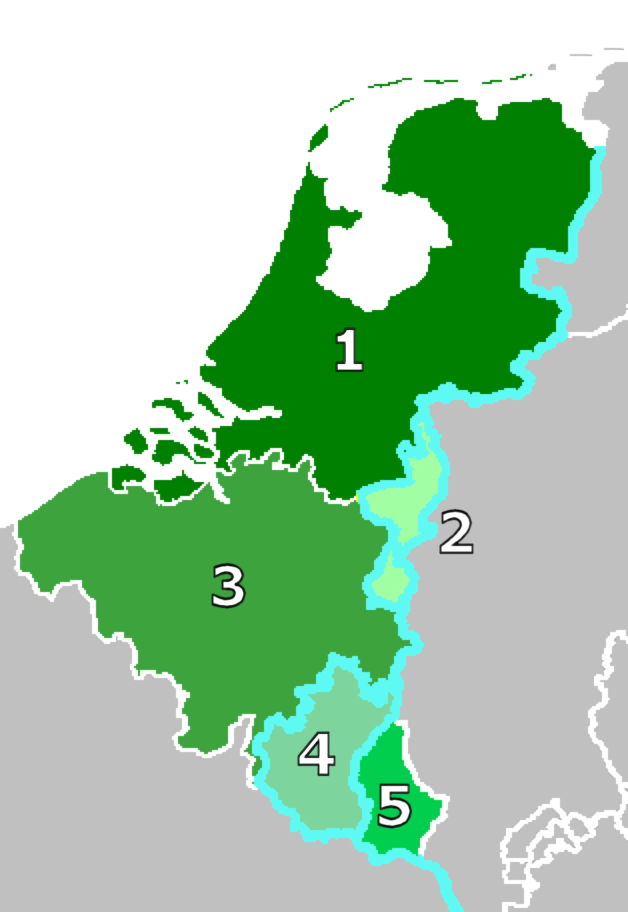
Paesi Bassi, Belgio, Lussemburgo e Limburgo nel 1839
1, 2 e 3 Regno Unito dei Paesi Bassi (fino al 1830)
1 e 2 Regno Unito dei Paesi Bassi (dopo il 1830)
2 Ducato di Limburgo (Nella confederazione tedesca dopo il 1839 come compensazione per Waals-Luxemburg, il Lussemburgo vallone)
3 e 4 Regno del Belgio (dopo il 1830)
4 e 5 Granducato del Lussemburgo (confini fino al 1839)
4 Provincia belga del Lussemburgo (Waals-Luxemburg, belga dal 1839)
5 Granducato del Lussemburgo (Lussemburgo tedesco; i suoi confini dal 1839)
In blu, i confini della Confederazione tedesca.

### Lo sfondo storico: il Regno Unito dei Paesi Bassi

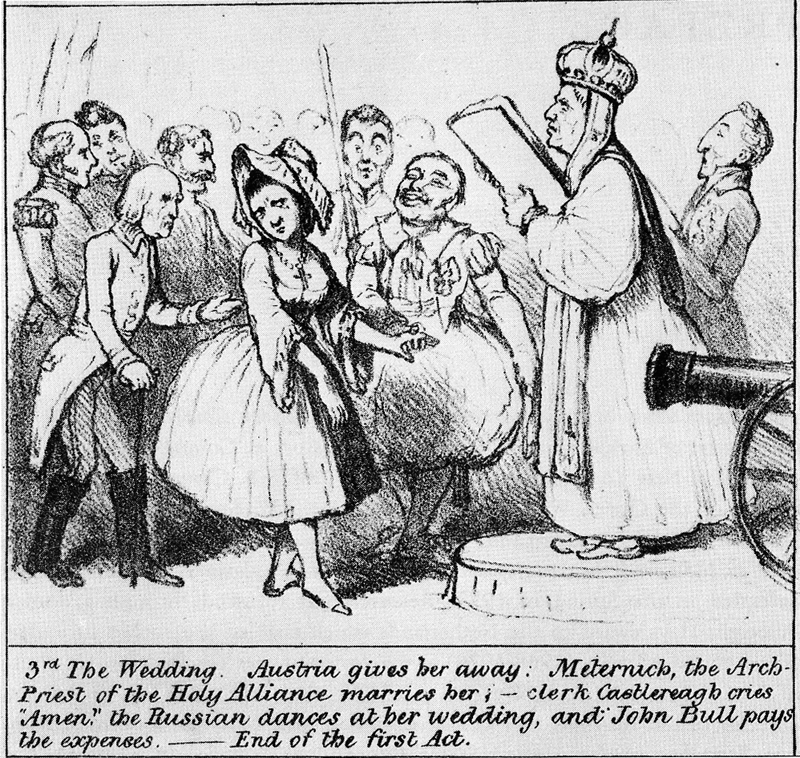
Caricatura inglese che rappresenta il matrimonio tra il Belgio ed i Paesi Bassi al fine di far resuscitare le antiche Province Unite.
La legenda dice: «III Il matrimonio. L'Austria la conduce all'altare; Klemens von Metternich, l'arciprete della Santa Alleanza la sposa; il sacrestano Robert Stewart, visconte Castlereagh grida «amen» ; il Russo danza al suo matrimonio e John Bull paga le spese. – Fine del primo atto. »

I Paesi Bassi si erano liberati del governo napoleonico nel 1813 grazie all'intervento dell'Inghilterra che con i Paesi Bassi aveva siglato un trattato nel 1814. Nonostante l'opinione del duca di Sassonia-Weimar, che lancia un manifesto il 7 febbraio 1814 proclamando che «l'indipendenza del Belgio» non era più in dubbio, e di un commissario prussiano, il barone di Horst, incaricato di gestire il paese successivamente alla partenza dell'amministrazione francese, dopo la sconfitta di Napoleone, e la conseguente fine del Primo Impero, nel 1815, il Congresso di Vienna creò un regno per la casata di Orange-Nassau, combinando insieme le antiche Province Unite dei Paesi Bassi con i Paesi Bassi austriaci di modo da creare un grande stato cuscinetto a nord della Francia; con l'unificazione di tutte le sue province, i Paesi Bassi ascesero a un potere sempre maggiore.
Una delle prime idee emerse in materia di creazione di un nuovo regno (che poi venne bocciata) venne avanzata dall'Impero austriaco il quale aveva pensato di concedere i Paesi Bassi austriaci alla Prussia in segno di riconoscimento per il valore dimostrato durante le Guerre napoleoniche e per non creare uno Stato troppo potente a nord. Ad ogni modo gli Orange-Nassau preferirono abbracciare l'idea inglese concedendo al Regno Unito le colonie di Ceylon e Colonia del Capo in cambio delle province a sud. L'unione, chiamata Regno Unito dei Paesi Bassi, ripropose la cartina geografica dell'area prima del XVI secolo.
L'imperatore Francesco II d'Asburgo-Lorena, che riteneva che i Paesi Bassi austriaci, sui quali aveva regnato prima dell'invasione francese, fossero divenuti troppo lontani e cercava di modificarne la struttura, sottoscrisse immediatamente la proposta e ricevette come compenso il Regno Lombardo-Veneto.
Allo stesso modo il nuovo re Guglielmo I dei Paesi Bassi ricevette a titolo personale la cessione del ducato del Lussemburgo (che comprendeva l'attuale provincia belga del Lussemburgo e l'attuale Granducato del Lussemburgo) per compensare la perdita dei possedimenti familiari in Germania ceduti alla Prussia. Questi territori devoluti a Guglielmo I facevano formalmente parte della Confederazione germanica.
Questo trasferimento di territori si fece senza tenere in considerazione il parere della popolazione.

### Cause della rivoluzione

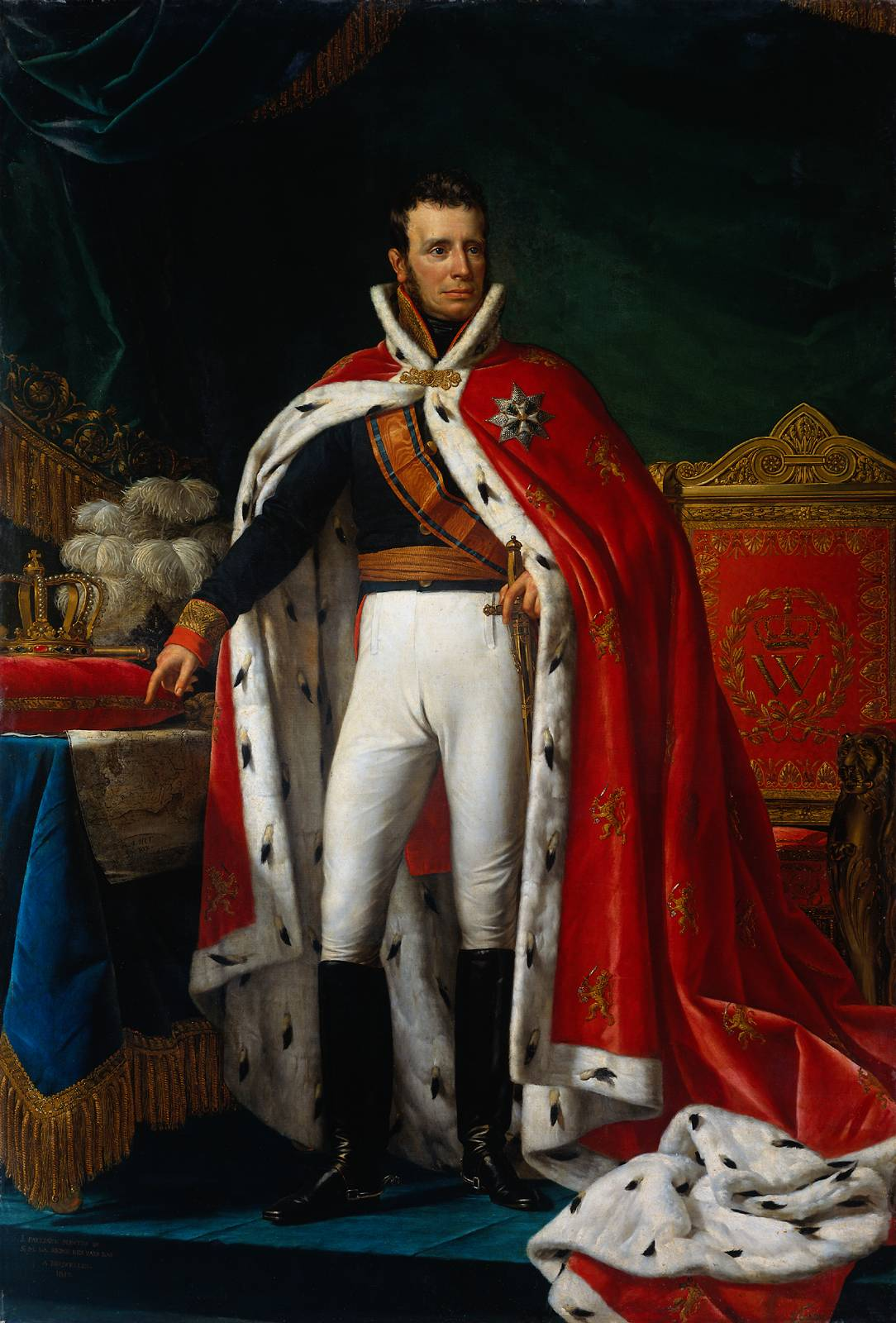
Guglielmo I riteneva che la separazione delle Province del Sud dal resto dei Paesi Bassi avrebbe colpito duramente l'economia del suo regno

La rivoluzione belga ebbe diverse cause; la principale era il trattamento dei cattolici a sud rispetto ai protestanti, che erano la maggioranza all'interno dei Paesi Bassi, mentre in secondo piano era la questione linguistica e culturale.
La realtà era che il governo olandese sovrintendeva fortemente a tutte le istituzioni economiche, politiche e sociali in tutto il regno.
Secondo Jacques Logie e Jean Stengers, i belgi consideravano gli Asburgo-Lorena i loro sovrani legittimi. Hervé Hasquin afferma che solo le aristocrazie del Belgio e di Liegi si mostravano generalmente favorevoli al ritorno ai precedenti Paesi Bassi austriaci o a ristabilire il principato di Liegi.
Secondo Jacques Logie, i belgi avrebbero voluto la fine del regime napoleonico, che in Belgio aveva significato guerra, coscrizione militare, delle pesanti imposte e dei problemi religiosi.
Jean Stengers osserva che c'era una minoranza che sperava in una annessione alla Francia e che questa minoranza si fece sentire, diversamente dalla maggioranza della popolazione che rimase, invece, rassegnata e apatica. Hervé Hasquin sostiene che, invece, la borghesia era nettamente francofila, ma che, considerando la situazione politica che faceva prevedere uno smembramento della Francia operato dalla Santa Alleanza, questa opzione sembrasse irrealizzabile. Afferma inoltre che la maggior parte della popolazione, che, successivamente alla separazione dalla Francia, era soffocata dalla crisi economica e dalla disoccupazione, doveva rimpiangere il precedente governo.
Jacques Logie dice che i belgi non erano favorevoli alla fusione con le province del nord, poiché quelle erano protestanti e fortemente indebitate.
Hervé Hasquin difende la tesi secondo cui, essendo l'annessione alla Francia impossibile, molti borghesi si volgessero verso l'orangismo, il quale aveva il vantaggio di compensare gli effetti negativi della grave crisi economica, risultante dalla perdita del mercato interno francese, con il commercio con le colonie olandesi..
L'idea di un Belgio indipendente era assente secondo Logie. Jean Stengers afferma che la maggioranza dei belgi anelava ad un'autonomia nazionale simile a quella conosciuta sotto gli austriaci, ma, al contempo, sottolinea come gli sforzi intrapresi dalla popolazione verso tale obiettivo fossero scarsi. La popolazione rimase, in effetti, rassegnata ed apatica.
Secondo Hasquin, semmai ci siano stati dei partigiani dell'indipendenza nazionale, questi erano rimasti estremamente silenziosi, poco numerosi ed isolati.
A detta di Stengers, nell'antico principato di Liegi la speranza generale era di essere annessi al Belgio. José Olcina, al contrario, afferma che i territori di Liegi si sentivano più affini al resto della Francia che ad altri territori che oggi formano il Belgio.

### La Legge fondamentale
Guglielmo I era intriso delle concezioni politiche tedesche circolanti nella maggior parte degli Stati della Confederazione germanica ed in particolare in Prussia.
Sua madre Guglielmina era sorella del re di Prussia Federico Guglielmo II ed aveva avuto fino alla morte una grande influenza su di lui. Inoltre, Guglielmo I era stato educato in gran parte da un militare prussiano, il barone De Stamford, ed aveva fatto le sue prime esperienze politiche come principe di Fulda (1802-1806) e come proprietario terriero nella Prussia Orientale. Guglielmo I voleva quindi essere un re illuminato.
La Legge fondamentale da lui proposta nel 1815 alle province del sud venne bocciata da un collegio di 1 603 notabili belgi, ma il re applicò al risultato dello scrutinio l'"aritmetica olandese": suppose che gli astensionisti sostenessero il progetto ed escluse dal conteggio coloro che avevano votato contro per motivi religiosi.
La Legge fondamentale venne, quindi, imposta ai territori del sud.
Si trattava di una delle Costituzioni tra le più liberali dell'epoca, sebbene oggi appaia parecchio conservatrice:
- Il principio della separazione dei poteri non veniva riconosciuto: il re ed i suoi ministri detenevano sia il potere legislativo che quello esecutivo[18].
- I ministri non erano responsabili davanti agli Stati Generali[18] e non erano che mero strumento nelle mani del sovrano.
- Il re disponeva di poteri di ampio respiro[18]. Soprattutto, si riservava il diritto di decidere da solo relativamente alle politiche estera e monetaria.
- Gli Stati Generali detenevano il potere legislativo insieme con il sovrano e votavano l'approvazione della finanziaria[19].
- I membri degli Stati Generali erano designati come segue: la prima camera, sul modello della camera dei Lord britannica, era composta da nobili nominati dal re[18]; la seconda camera veniva eletta dalle assemblee legislative dei Paesi Bassi, a loro volta elette attraverso un suffragio censitario molto complicato[19].

### Le rimostranze delle province meridionali
Le proteste delle province meridionali riguardavano diversi aspetti:
- Nonostante il sud fosse popolato da 3,5 milioni di abitanti (62%) e il nord solamente da 2 milioni, i belgi detenevano solo il 50% dei seggi negli Stati Generali[20]. C'è comunque da far presente che il nord, soprattutto l'Olanda, pagava più imposte.
- Il debito pubblico dei precedenti Stati era stato unificato ed era adesso di competenza di tutto il regno[21]. In precedenza invece, prima della sua fusione, era suddiviso in 1,25 miliardi di fiorini a carico delle Province Unite e di solamente 100 milioni di competenza del sud.
- L'azione di Guglielmo I per quanto riguardava l'insegnamento (costruzione di scuole, valutazione delle competenze degli insegnanti e della creazione di nuovi stabili, creazione di tre università statali) fece sì che questo venne gestito totalmente dallo Stato e ciò creò malcontento presso i cattolici[22]. Tuttavia, il 27 maggio 1827, il re abrogò le disposizioni più criticate[23].
- La maggior parte delle istituzioni avevano sede al nord e gli incarichi pubblici erano ripartiti in maniera iniqua. Solo un ministro su quattro era belga. Nell'amministrazione c'erano quattro volte più olandesi che belgi. Ciò era, però, in parte dovuto all'opposizione dei cattolici alla Legge fondamentale. Maurice de Broglie, vescovo di Gand di origine francese, addirittura minacciò di scomunicare coloro i quali vi prestassero giuramento[24].
- Il piano di contingenza imposto al Belgio attraverso il reclutamento di truppe era sproporzionato, considerato che la proporzione dei belgi tra gli ufficiali era bassa: solo un ufficiale su sei era originario del sud e, inoltre, questi ricoprivano i gradi inferiori, soprattutto tra le file della cavalleria e della fanteria. Nell'artiglieria e nel genio militare, dov'era necessaria una formazione specializzata, il numero di belgi era veramente ridotto. La maggior parte dei soldati belgi erano, quindi, comandati da ufficiali del nord. Inoltre, la lingua olandese era divenuta l'unica lingua dell'esercito batavo nel 1823[25], cosa che costituì una causa in più di lamentela da parte dei francofoni.
- L'applicazione insoddisfacente della libertà di stampa e di riunione venivano considerate dagli intellettuali belgi come uno strumento attraverso il quale il nord controllava il sud.
- Nel 1823 una riforma linguistica dichiarò l'olandese lingua ufficiale delle province fiamminghe, compresa la provincia del Brabante (eccetto Nivelles). Le classi francofone si opposero a questa legge. Neppure le classi popolari fiamminghe erano favorevoli alla riforma, perché neppure loro parlavano l'olandese standard e lo capivano a malapena. Il 4 giugno 1830 la libertà linguistica fu ristabilita[26].
- I conservatori dei Paesi Bassi del nord facevano pressioni affinché solamente i fedeli dell'antica Chiesa di Stato (protestante) potessero essere nominati al governo, mentre invece i conservatori belgi volevano ristabilire il cattolicesimo come religione di Stato in Belgio. La coesistenza di due religioni di Stato su tutto il regno era inaccettabile per entrambe le parti. Fino al 1821 il governo si servì dell'opposizione dei cattolici alla Legge fondamentale per preservare il carattere protestante dell'apparato statale nella scelta dei funzionari. Anche Guglielmo I era fedele alla tradizione luterana tedesca, secondo la quale il re è il capo della Chiesa. Quindi, voleva contrastare l'autorità del papa sulla Chiesa cattolica. Avrebbe voluto potere influenzare l'investitura dei vescovi[27]. Al fine di controllare i futuri preti e fornir loro una formazione appropriata, obbligò i seminaristi a seguire un corso propedeutico di due anni alla scuola filosofica di Lovanio[28] che i suoi funzionari avevano creato all'interno dei palazzi che avevano ospitato il seminario principale di Giuseppe II. Alla fine, venne stipulato un concordato nel 1827, nei termini del quale Guglielmo I ottenne un diritto di supervisione sull'investitura dei vescovi e divenne facoltativo frequentare la scuola filosofica[27]. Cosciente del fatto che il suo nuovo regno fosse a maggioranza cattolica (con 3,8 milioni di cattolici su 1,2 milioni di protestanti)  prese disposizioni in modo che fosse possibile per un re cattolico accedere al trono.
- I commercianti e gli industriali belgi si lamentavano della politica del libero scambio in atto dal 1827. La separazione dalla Francia aveva fatto perdere all'industria del sud una grossa fetta del proprio fatturato. D'altra parte, la colonia delle Indie orientali era in preda ad un lungo periodo di rivolte ed i prodotti britannici facevano concorrenza alla produzione belga. Con la fine del Blocco continentale il continente era stato invaso dai prodotti britannici a buon mercato, apprezzati dai territori del nord, per lo più agricolo, che escludevano la produzione del sud.

### L'unione delle opposizioni

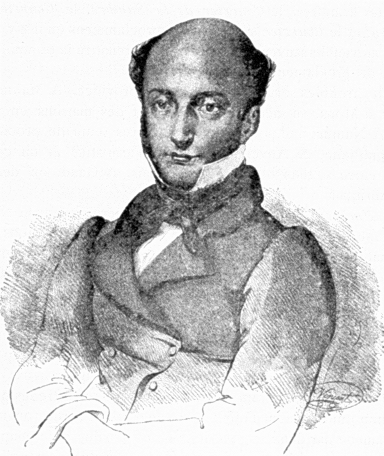
Louis De Potter

Al principio i liberali erano anticlericali. Dalla fine degli anni venti del 1800, un gruppo di giovani liberali comincia a considerare più importanti le libertà politiche che l'anticlericalismo. Gli appartenenti a tale gruppo vengono definiti "liberali radicali" (per differenziarli dai liberali volteriani). Questi giovani non avevano vissuto la posizione di privilegio che la Chiesa ricopriva anteriormente alla Rivoluzione francese. Inoltre, erano influenzati dai liberali francesi che lottavano a fianco della Chiesa contro il regime assolutista di Carlo X. Nell'ambito della libertà di pensiero, la libertà di confessione e quindi anche di confessione cattolica diventava accettabile. Questi giovani liberali, come Louis De Potter e Paul Devaux di Brugge, Charles Rogier e Joseph Lebeau di Liegi, ed il lussemburghese Jean-Baptiste Nothomb erano influenzati dal filosofo franco-svizzero Benjamin Constant.
I cattolici, ai quali non piacevano le politiche sull'istruzione, in quel periodo erano influenzati dal sacerdote francese Félicité de Lamennais, che aveva introdotto il concetto di cattolicesimo liberale. Questi sosteneva il progetto di uno Stato liberale e una netta separazione tra Chiesa e Stato. Secondo lui, la libertà non poteva che essere benefica per la Chiesa, così come lo era per l'economia.
Nel dicembre 1825, Étienne de Gerlache, di Liegi, lancia un appello alla seconda Camera degli Stati Generali in favore di una unione delle opposizioni. Collegava la libertà di insegnamento, che la Chiesa reclamava, alla libertà di confessione e di stampa garantite dalla Legge fondamentale.
Étienne fa appello a tutti i liberali per difendere la libertà su tutti i fronti.
Nel 1828, cattolici e liberali pubblicano una lista comune di reclami contro il regime di Guglielmo I. In seguito, sviluppano le loro critiche insieme a mezzo stampa. Inoltre, organizzano delle sessioni di promozione di petizioni di adesione ai reclami, la prima tra il novembre del 1828 e il marzo del 1829, la seconda dall'ottobre del 1829. Quest'unione delle opposizioni è stato un fattore chiave per la riuscita della rivoluzione del 1830. Soprattutto, serve a spiegare la rapidità con la quale è stata scritta la Costituzione belga.
Parallelamente, il regime diventava sempre più autoritario. Il re dichiara che la sua sovranità era precedente alla Legge fondamentale e che quest'ultima non può dunque limitarla. Nel maggio del 1829, in piena crisi politica, nomina suo figlio, il principe d'Orange, presidente del Consiglio dei ministri e vicepresidente del Consiglio di Stato, un chiaro segno del fatto che la responsabilità dei ministri davanti al Parlamento non sarebbe mai stata concessa. Così, le critiche contro la gestione dello Stato o contro il governo divenivano anche critiche contro la dinastia. Nel dicembre del 1829, il messaggio reale vuole essere allo stesso tempo un'apologia dell'opera compiuta dal regime e un avvertimento per l'opposizione. All'inizio del 1830, tre eminenti giornalisti delle province meridionali (Louis De Potter, Jean-François Tielemans e Adolphe Bartels) vengono condannati all'esilio.
La radicalizzazione dell'opposizione belga causa anche l'indebolimento dell'opposizione liberale delle province del nord e rinvigorisce il fronte antidemocratico. La sovranità popolare in un regno dei Paesi Bassi unitario avrebbe in effetti causato inevitabilmente un predominio dei belgi (che rappresentavano il 62% della popolazione) e dei cattolici sul nord protestante. La sovrarappresentazione degli olandesi nell'amministrazione, nell'esercito e nella diplomazia sarebbe anch'essa cessata. Questo spiega perché gli eletti delle province del nord formano un blocco con il governo e la dinastia dei Nassau (dopo l'indipendenza del Belgio il potere del re resta intatto fino alla Legge fondamentale del 1848).
Ciononostante, le pressioni dell'opposizione spingono il re ad attuare delle concessioni. In seguito all'entrata in vigore di un concordato il 20 giugno del 1829, la frequenza della scuola filosofica diventa facoltativa. Il sovrano ammorbidisce la regolamentazione in materia di impiego delle lingue il 28 agosto 1829. Nel 1829, fa votare una nuova legge sulla stampa, molto meno repressiva. All'inizio del 1830 il sovrano si apre ancora alla volontà dell'opposizione: fa votare una nuova legge sulla stampa (il 2 giugno), ritira un progetto di legge sull'istruzione, abroga le disposizioni del 1825 in materia di istruzione secondaria, ristabilisce la libertà linguistica (il 4 giugno) e riconosce il principio dell'inamovibilità dei magistrati (il 7 luglio). Queste misure mettono a tacere la maggior parte delle critiche dell'opposizione.
Questi passi indietro dell'"avversario" possono aver contribuito all'aumento della stima che i belgi avevano per sé stessi e spiegano in parte il successo della rivoluzione.
Jean Stengers dice che l'audacia dei belgi del 1830 si spiega anche grazie allo spazio accordato dal regime olandese per l'espressione delle opposizioni: una libertà di stampa molto ampia per l'epoca, la rappresentazione politica dei belgi presso gli Stati Generali, la possibilità di contrastare gli oppositori in tribunale, la possibilità di proporre petizioni.
In aggiunta a quanto detto bisogna menzionare il fatto che nei Paesi Bassi, soprattutto presso il porto di Amsterdam, esisteva già da tempo un movimento che propendeva per il ritorno alle Province Unite.

## La rivolta dell'agosto 1830

### Le cause immediate
La Rivoluzione di luglio che scoppia in Francia il 27 luglio 1830 contro Carlo X porta in tre giorni al potere di una monarchia costituzionale il "re borghese" Luigi Filippo. Il nuovo re diviene il "re dei Francesi per volontà della nazione". Questa rivoluzione liberale scalda gli animi in Belgio. Tra il 1829 ed il 1831 in Europa scoppiano altre rivoluzioni di carattere piuttosto nazionalista, ispirate dalle idee del Romanticismo che rivendicava per ogni popolo il diritto ad una nazione ed all'autonomia (principio di autodeterminazione dei popoli).
Inoltre, le fratture economiche favorivano i disordini. La disoccupazione tra i lavoratori manuali, causata dalla meccanizzazione e l'aumento dei prezzi delle derrate alimentari, causato dal cattivo raccolto del 1829 erano terreno fertile per le insurrezioni popolari. Infatti, senza lavoro, gli operai si trovavano in preda a serie difficoltà finanziarie, e nel 1830 la disoccupazione aumentava pericolosamente così come il rischio di furto e di saccheggio.

### La muta di Portici

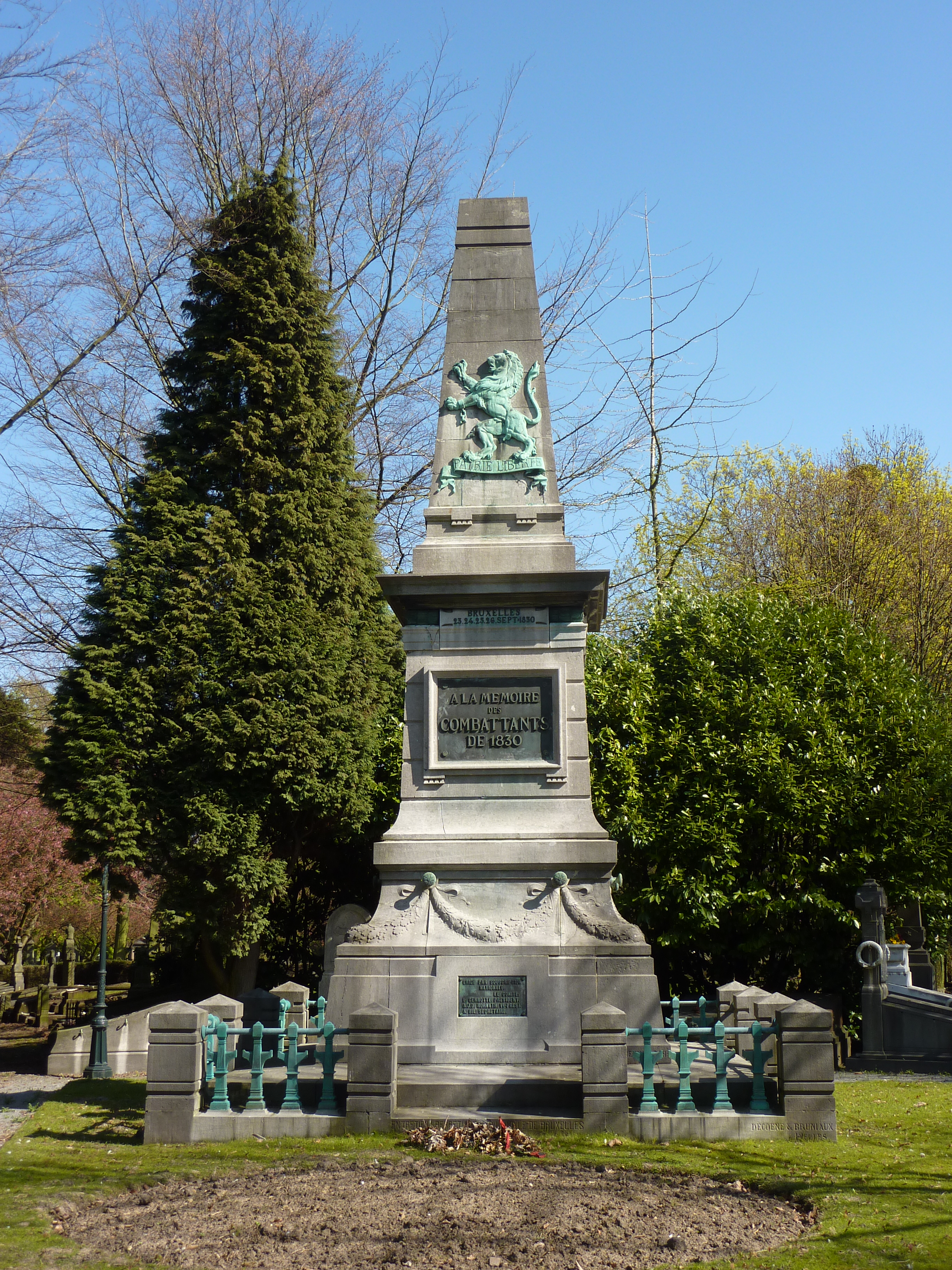
Monumento ai combattenti del 1830 al cimitero di Bruxelles

Durante le settimane successive alla Rivoluzione di luglio (27, 28 e 29 luglio 1830) in Belgio si producono incidenti minori (pubblica lettura di giornali francesi; disordini durante la rappresentazione dell'opera di Auber La muta di Portici; apparizione di volantini, manifesti e graffiti contro il governo; disturbo dell'ordine pubblico a carico di gruppi isolati; vengono indossati nastri tricolore; circolano voci di possibili sedizioni).
Le autorità governative prendono diverse misure di precauzione (divieto di rappresentazione de La muta di Portici, rafforzamento delle guarnigioni, annullamento dell'esercizio della guardia comunale di Bruxelles, dei fuochi artificiali e dell'illuminazione previsti per l'anniversario del re).
Il 25 agosto 1830, giorno del cinquantanovesimo anniversario del re, a Bruxelles viene autorizzata la rappresentazione dell'opera romantica di Auber, La muta di Portici al Théâtre de la Monnaie. Al termine della rappresentazione alcuni spettatori continuano a gridare «Viva la liberta!». All'uscita dallo spettacolo una folla si era radunata a place de la Monnaie e presto inizia a dirigersi verso la dimora del pubblicista Giorgio Libri-Bagnano, il quale viene mandato via. Dopo la presa della sua casa sul luogo arrivano due picchetti di fanteria. Il loro comandante, il commissario di polizia F.P. de Wageneer, viene raggiunto alla testa da un mobile prima di poter dare l'ordine di intervenire. Senza istruzioni, i picchetti non osano muoversi.
La folla si scaglia su altri edifici: un'armeria, un negozio di giocattoli (per ottenere dei tamburi), la libreria polymathique, le Grandes Messageries. Il gruppo di saccheggiatori si era ingrandito con l'aggregarsi del popolino. In seguito, un gruppo si dirige verso la casa del direttore della polizia, Pierre De Knyff de Gontrœuil, che viene anch'essa saccheggiata. Qui, gli spari del servizio d'ordine fanno delle vittime, due delle quali tra gli insorti. Ciò mette fine alle agitazioni.
Un altro gruppo si era diretto verso la casa del procuratore del re Henry-Joseph Schuermans, nella quale però non era riuscito a penetrare. Quindi, si sposta verso l'ufficio del ministro della giustizia Cornelis van Maanen (al Petit Sablon), dove viene raggiunto da altri insorti. L'immobile viene saccheggiato e poi dato alle fiamme intorno alle due del mattino.
Dopo aver fallito nell'intento di mettere fine all'incendio, intorno alle sei e trenta del mattino, le autorità riuniscono, alla Grand-Place, le truppe disponibili. Di queste, una parte va a difendere il palazzo reale e quello del principe d'Orange, minacciati dall'insurrezione; un'altra raggiunge l'ufficio del ministro della giustizia Van Maanen, che era già pressoché distrutto. Al Grand Sablon, gli spari sui manifestanti fanno una ventina di morti.

### La creazione di una forza di sicurezza borghese a Bruxelles
Nella mattinata del giorno successivo i disordini continuano: vari uffici di funzionari governativi vengono a loro volta saccheggiati e delle bande attaccano i negozi.
La borghesia, rendendosi conto che le autorità legali erano state sopraffatte e si sentivano minacciate, crea una sua milizia borghese al fine di ristabilire l'ordine.
La sera del 26 agosto al centro di Bruxelles era ormai fatta, ma gli insorti decidono di spostarsi verso la periferia, dove attaccano delle fabbriche e distruggono le macchine (accusate di essere la causa della disoccupazione).
La mattina del 27 agosto tutto è tranquillo, ma, intorno alle dieci, la folla brucia le decorazioni del parco di Bruxelles. È questo il giorno in cui Emmanuel Van der Linden d'Hooghvorst diviene capo della milizia borghese. Il capitano della VI sezione, Ferdinand Meeus (futuro conte de Meeûs), assume il ruolo di tesoriere. In serata, in occasione di uno scontro presso Place Royale, la milizia borghese spara sugli insorti.
La borghesia, che adesso assicurava il mantenimento dell'ordine a Bruxelles, desiderava che il re facesse qualche concessione alle province del sud, calmando così gli animi. Il 28 agosto, quindi, invia una delegazione presso il re. Questa aveva la missione di chiedergli la convocazione immediata degli Stati Generali al fine di discutere la questione della gestione delle rimostranze.

### Apparizione della bandiera belga

La bandiera originale del Belgio, come concepita da Lucien Jottrand e Édouard Ducpétiaux.

Allo scoppio delle proteste a Bruxelles i colori che per primi vengono adottati dagli insorti sono quelli della bandiera francese. Jacques Logie spiega che "l'adozione dei colori francesi da parte degli operai e dei senza lavoro non rifletteva un sentimento francofilo, ma rappresentava un'aspirazione alla libertà e un certo progressismo di cui i tre colori non erano che il simbolo". Édouard Ducpétiaux racconta:
«Nel 1830, fin dai primi giorni dei disordini e quando le truppe olandesi venivano respinte verso il nord della città, in molte zone di Bruxelles sventola la bandiera tricolore francese. Ma questo atto, causato da elementi francesi che cercavano di guidare il popolo, viene rifiutato da un grido unanime di riprovazione.
La polizia municipale, guidata da una volontà di differenziazione rispetto al governo e da un sentimento nazionale, fa sventolare una bandiera e appone delle coccarde con i colori del Brabant. Questa bandiera era stata creata il 26 agosto dall'avvocato Lucien Jottrand, redattore del Courrier des Pays-Bas, e dal giornalista Édouard Ducpétiaux. Una commerciante, Marie Abts, ne confeziona qualche esemplare, come ci ricorda una targa commemorativa situata all'angolo tra le strade rue de la Colline e rue du Marché aux herbes. Il primo esemplare viene piazzato da Jottrand e Ducpétiaux al municipio di Bruxelles, mentre gli altri vengono fatti sfilare per le strade da Theodore Van Hulst, un impiegato del ministero della Guerra.
Il 31 agosto Emmanuel d'Hooghvorst dichiara al principe d'Orange che la polizia municipale aveva adottato i colori del Brabant per contrastare l'apparizione di quelli francesi e per allontanare ogni possibile idea di annessione alla Francia.
Per differenziarsi chiaramente dalla bandiera olandese, in seguito le strisce vengono piazzate verticalmente, con il colore rosso sul lato dell'asta. In effetti, i colori delle strisce orizzontali delle bandiere belghe e olandesi potevano essere confusi. In una situazione di conflitto con gli olandesi sarebbe stato possibile confondere i colori su un fumoso campo di battaglia. È, quindi, per delle ragioni militari che la bandiera belga viene ruotata.
Poco tempo dopo, il 23 gennaio 1831, viene deciso di riconoscere ufficialmente questa bandiera come quella del Belgio indipendente nella Costituzione belga, nell'articolo 125 (oggi art.193) apparso il 7 febbraio. Dal 12 febbraio la bandiera viene rovesciata; la striscia nera viene piazzata sul lato dell'asta.

### Situazione generale nel paese

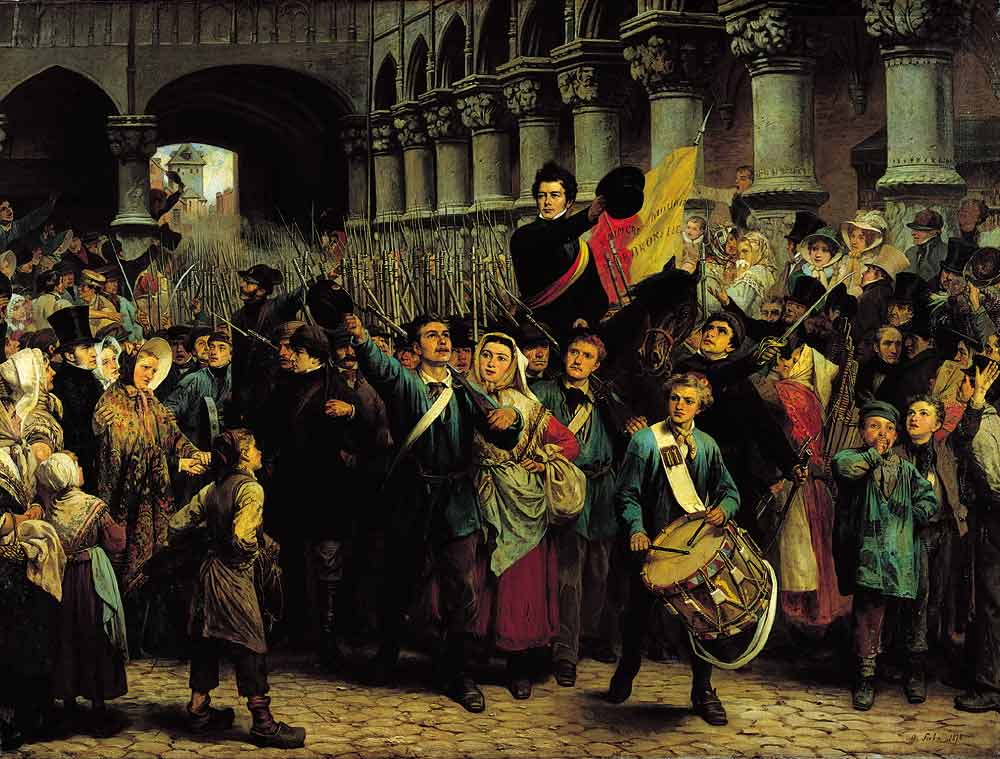
Charles Rogier lascia Liegi alla guida dei volontari. Dipinto di Charles Soubre (1878).

Venuto a conoscenza degli avvenimenti di Bruxelles dovunque nel paese il popolo si infuria, nelle città come nelle campagne. In molti luoghi vengono create commissioni per la sicurezza (a Liegi, Verviers, Huy et Namur) o milizie borghesi (a Liegi, Verviers, Namur, Dinant, Mons, Tournai, Charleroi, Bruges, Courtrai, Gand, Grammont, Anversa, Geel, Tongres, Hasselt, Saint-Trond, Lovanio), a volte anche prima che inizino i disordini. Succede anche che dei volontari partano per Bruxelles per contrastare un eventuale attacco olandese. È così che gli abitanti di Liegi si organizzano e dietro la bandiera gialla e rossa del principato di Liegi, brandita da Charles Rogier, il 4 settembre 1830 i volontari lasciano Liegi alla volta di Bruxelles.

### I prìncipi a Bruxelles
Il 30 agosto, i principi Guglielmo e Federico (quest'ultimo era il comandante in capo dell'esercito) arrivano ad Anversa e poi raggiungono Vilvorde con una truppa di seimila uomini.
Il 31 agosto Guglielmo I riceve, non considerando il parere negativo del suo ministro della Giustizia, le delegazioni provenienti da Liegi e Bruxelles. La delegazione di Bruxelles fa presenti le rimostranze delle province del Sud ed il re non cede su nessun fronte, rinviando ogni decisione alla sessione straordinaria degli Stati Generali che aveva convocato per il 13 settembre. La delegazione di Bruxelles, per le strade dell'Aia, si trova di fronte una folla ostile.
Lo stesso giorno il principe d'Orange convoca a Vilvorde le personalità presenti a Bruxelles, così come Emmanuel Van der Linden d'Hooghvorst che si fa accompagnare da cinque membri del consiglio della milizia borghese. Il principe fa sapere di esigere l'abbandono immediato dei colori del Brabant e che sarebbe entrato a Bruxelles il giorno dopo con il suo esercito. Apprese le novità il popolo di Bruxelles comincia a issare delle barricate nelle strade. In serata, la milizia borghese invia una nuova delegazione dal principe per convincerlo a rinunciare a suo progetto. Guglielmo d'Orange decide infine di entrare a Bruxelles senza truppe, accompagnato unicamente dal suo stato maggiore e sotto la protezione della milizia borghese. Il giorno seguente il principe constata l'ostilità del popolo di Bruxelles alla dinastia e si lascia convincere dalla milizia borghese a perorare, presso il padre, la causa della separazione amministrativa tra le province del nord e del sud. Dopodiché ritorna nei Paesi Bassi. Per molte settimane da parte di Guglielmo I non c'è nessuna reazione.

## Evoluzione della situazione all'inizio di settembre
Al principio di settembre la stampa belga (Le Politique, Le Courrier de la Meuse, Le Courrier des Pays-Bas), che riportava l'opinione dei leader della rivoluzione, non reclamava l'indipendenza del Belgio, ma unicamente la separazione tra il Belgio e «l'Olanda».
Mentre i membri belgi degli Stati Generali si recano all'Aia il 13 settembre 1830 gli incidenti a Bruxelles tornano ad essere violenti, soprattutto dopo l'arrivo dei rinforzi armati provenienti da Liegi. Appaiono spontaneamente dei corpi franchi, diretti da capi eletti o autoproclamati.

## Le giornate di settembre del 1830

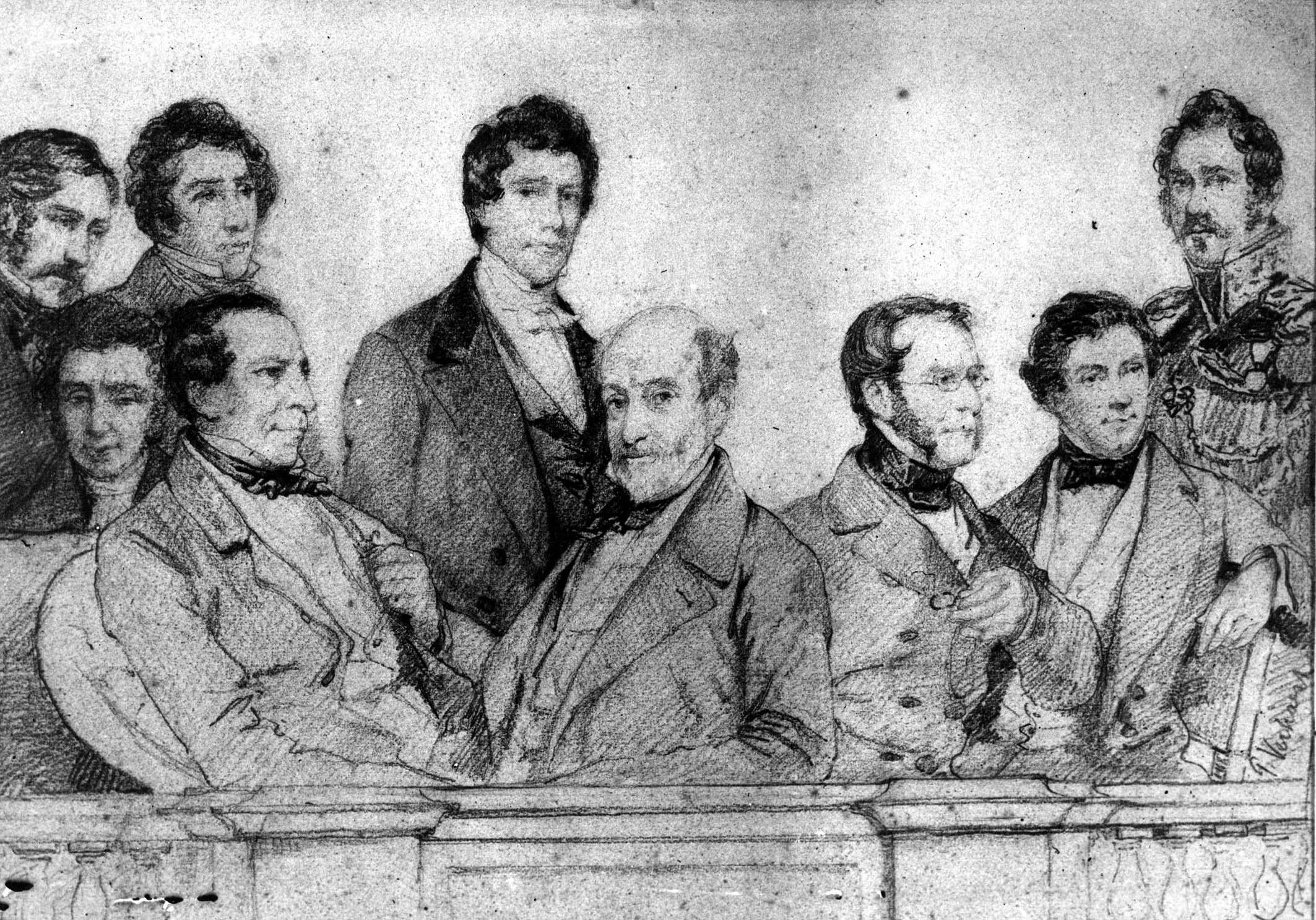
Il governo provvisorio

L'agire esitante e maldestro di Guglielmo I e dei suoi figli conduce, nel settembre 1830, ad una rottura definitiva.
Il 23 settembre l'esercito del governo, composto da dodicimila uomini (di cui due terzi erano originari dei Paesi Bassi del Sud, cioè del Belgio) e comandato dal principe Federico, fa il suo ingresso a Bruxelles. La maggior parte dei capi della milizia borghese, volendo sottrarsi alla rappresaglia olandese, lascia Bruxelles. La popolazione, invece, voleva continuare a combattere. Infatti, l'esercito olandese si trova di fronte una decisa resistenza da parte dei corpi franchi formati dalla popolazione di Bruxelles e da volontari provenienti dalla provincia. Alle porte della città e in alcune stradine della parte bassa della città, come rue de Flandre, l'esercito indietreggia di fronte alla resistenza dei rivoltosi che sparavano dalle finestre e dai tetti, mentre le donne facevano piovere sui soldati ogni sorta d'oggetto: mobili, fornelli, vasi da notte. Nella parte alta della città, nel quartiere dei palazzi reali, l'esercito, sotto i colpi dei patrioti che avevano eretto delle barricate, non riesce a superare il parco di Bruxelles. La barricata più grande si trovava all'ingresso di place Royale ed altre erano collocate nelle strade perpendicolari al rue Royale e rue Ducale. Questo schieramento era completato dalla presenza degli insorti in case e hotel occupati intorno a queste due vie. Le pareti adiacenti erano state scavate in modo da costituire un sistema di passaggi che permettesse ai combattenti di circondare il parco su tre lati. Il 24 settembre i principali leader politici, che erano tornati a Bruxelles non appena avevano compreso che la popolazione voleva combattere, fondano una commissione amministrativa che si insedia al municipio. Un testimone racconta che, arrivata la notte, si siedono intorno ad un tavolo alla luce di una candela. I nuovi insediati, Emmanuel van der Linden d'Hooghvorst, André Jolly e Charles Rogier, di Liegi, cercano di ristabilire l'ordine e nominano comandante in capo don Juan Van Halen, di madre spagnola e padre d'origine belga. Van Halen, che vantava esperienza in campo militare, si circonda di altri esperti come il generale francese emigrato Anne-François Mellinet, il quale viene nominato comandante dell'artiglieria. Però, all'inizio non c'era che un solo cannone installato sulla barricata del parco e maneggiato da Charlier di Liegi, detto "gamba di legno". Il colonnello Scheltens, nato a Bruxelles, che dopo aver fatto parte dell'esercito napoleonico era entrato in quello dei Paesi Bassi, passa sotto l'autorità di Van Halen e fa di tutto per dotare gli insorti di armi adatte, supervisando la presa dell'arsenale militare olandese installato presso la caserma dei Carmes.
L'esercito olandese, trovandosi nell'impossibilità di superare le barricate e dopo diversi attacchi degli insorti che tentavano di entrare nel parco, abbandona tutti i picchetti alle porte della città e nel parco, per sfruttare la notte tra il 26 ed il 27 settembre. La commissione amministrativa con sede al municipio diviene il governo provvisorio del Belgio.
Nel frattempo si aveva notizia che, un po' ovunque nella provincia, le sollevazioni antiolandesi trionfavano. Dopo Bruxelles e Liegi, anche Anversa e Gand erano teatro di combattimenti, e dei volontari accorrevano dalle campagne. Tuttavia, una parte della borghesia delle Fiandre resta fedele al re dei Paesi Bassi (orangista).

### Chi erano i rivoluzionari belgi?

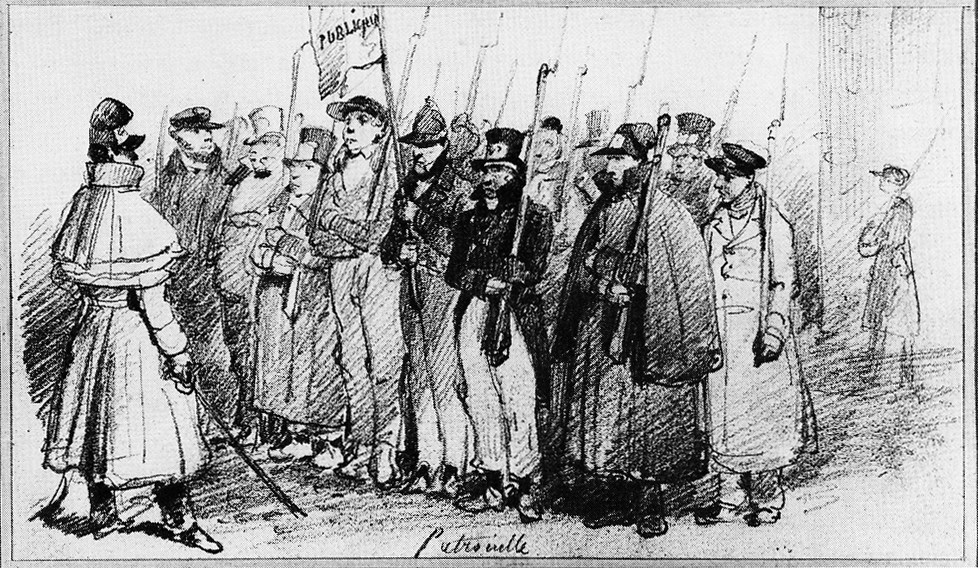
Gruppo di volontari belgi per le strade di Bruxelles, Jean-Baptiste Madou, 1830.

John W. Rooney Jr. della Marquette University ha realizzato uno studio quantitativo che tenta di delineare il profilo di coloro che hanno preso parte agli avvenimenti di Bruxelles. Questa ricerca si basa su quattro diverse liste di partecipanti alle giornate di settembre: la lista stesa dal rivoluzionario belga Auguste de Wargny, la lista dei combattenti decorati con la Croce di ferro, la lista dei feriti curati presso gli ospedali Saint-Jean e Saint-Pierre ed una lista redatta dalle autorità di Bruxelles nel 1862. Questi documenti offrono dati specifici sui combattenti: la loro età, il loro luogo di nascita, il loro domicilio, lo stato civile, il numero dei loro figli, le loro ferite, l'ospedale in cui vennero curati e il loro indennizzo.
Per prima cosa, John W. Rooney Jr. nota come la stragrande maggioranza dei combattenti provenisse da Bruxelles. In effetti, lo studioso rileva che erano domiciliati a Bruxelles tra il 73% e l'88% di coloro che erano morti o che erano stati feriti, per un totale di persone originarie della provincia del Brabante pari ad una percentuale che si situa tra il 91% e il 95%. Jean Stengers, che si basa sulla lista di Wargny, arriva ad una conclusione simile: secondo lui i 1200 feriti e i 450 morti di Bruxelles sono per il 76% provenienti da Bruxelles (Bruxelles centro e Saint-Josse-ten-Noode), per il 12% combattenti venuti da città e comuni fiamminghi e per il 12% provenienti dalla Vallonia. Inoltre, secondo questo autore, una ventina di combattenti sarebbero stati domiciliati fuori dal Belgio, soprattutto a Parigi.In effetti, anche dei volontari stranieri parteciparono alle operazioni. Così fece la Legione belga parigina (finanziata per la maggior parte da Félix e Frédéric de Mérode) che fornì due battaglioni di quattrocento uomini.Se, invece, esaminiamo il luogo di nascita dei rivoluzionari forniti dai censimenti il numero di originari di Bruxelles diminuisce raggiungendo quote comprese tra il 50% ed il 60%. Secondo Rooney questo mostra che molti rivoluzionari erano persone che si erano da poco stabilite nella capitale. Effettivamente, tra il 1800 ed il 1830 la popolazione della capitale era passata da 75 000 a 103 000 abitanti. Quest'importante crescita era dovuta alla designazione di Bruxelles, nel 1815, di seconda capitale del Regno Unito dei Paesi Bassi. Una delle principali regioni di origine dei migranti erano le province delle Fiandre Orientali e delle Fiandre Occidentali, che erano state duramente colpite dalla crisi del settore tessile che aveva avuto luogo dal 1826 al 1830.
Lo studio di Rooney mostra anche che i rivoluzionari erano per lo più dei braccianti agricoli (spesso dei manovali che offrivano i loro servizi alla giornata) o degli operai edili. Tra questi due gruppi di lavoratori manuali, la metà non era originaria di Bruxelles: il 52% di loro non era coniugato; tra gli uomini sposati, il 70% non aveva figli; il 60% parlava fiammingo. Questi lavoratori erano colpiti dalla crisi economica e minacciati dalla disoccupazione. Secondo lo studio di Rooney i borghesi rappresentavano solamente il 5% dei rivoluzionari.
Secondo Jean Stengers, tra i combattenti domiciliati a Bruxelles, circa il 60% viveva nei quartieri popolari, nei quali, a seconda delle zone, tra il 35% e l'87% degli abitanti parlava olandese. In questi quartieri le condizioni di vita erano pessime: l'igiene era sconosciuta; le famiglie di Bruxelles vivevano spesso in abitazioni di un solo vano mal riscaldate e maleodoranti che non venivano aerate per paura di furti e aggressioni.
La stima della cifra totale dei partecipanti varia molto: secondo il capo di stato maggiore olandese l'intera città era in rivolta; secondo il generale Valazé, ambasciatore francese, il numero degli insorti armati nel corso dei primi giorni si limitava a non più di cinquecento. John W. Rooney Jr., basandosi sui registri dei combattenti morti, feriti o decorati, indica che i rivoltosi erano 1700, cioè l'1,6% della popolazione di Bruxelles (che contava all'epoca 103 000 abitanti).
Bisognerebbe, però, aggiungere alla cifra iniziale, riguardante i primi insorti, il numero dei membri della milizia borghese di Emmanuel d'Hoogvorst e i militari belgi disertori dell'esercito olandese che si erano uniti al movimento.
Solo in rare occasioni i ribelli di Bruxelles avevano esposto le loro motivazioni, ma le testimonianze di alcuni osservatori, soprattutto quella di Valazé, ambasciatore francese, e di Augustus Beaumont, un avventuriero statunitense che aveva preso parte alla rivoluzione, permettono di farsi un'idea di chi fossero gli insorti. Augustus Beaumont descrive i rivoluzionari come degli uomini senza formazione militare, spesso affamati, che impiegavano il loro tempo in parte tra le barricate e in parte presso le osterie, non riconoscendo alcuna autorità, combattendo senza un obiettivo preciso, che detestavano gli olandesi ma che non si lasciavano andare al saccheggio.
Le liste indicano che l'età media dei combattenti era di circa trent'anni. Il livello di mortalità più elevato si colloca tra gli uomini con un'età superiore alla media, sposati e padri di famiglia, cosa che viene interpretata da Rooney come segno della presenza di una più grande combattività tra coloro che si collocavano nell'intervallo d'età comprendente i capi di famiglia venuti dal popolo, che erano uomini incapaci di soddisfare i bisogni delle loro famiglie ed esasperati dalle loro condizioni miserabili. Rooney suggerisce che, oltre alle difficoltà economiche, anche la presenza di un esercito che attaccava la città fosse alla radice di una reazione spontanea di resistenza contro l'invasore. Sembrerebbe che si possa, in qualche modo, parlare di un patriottismo istintivo presso un proletariato che ha preso coscienza della propria indigenza ma che non ha una coscienza di classe.
Alla classificazione delle diverse categorie di combattenti vanno aggiunti i rifugiati e gli avventurieri stranieri: Juan Van Halen, personalità belga-spagnola, che era stato nominato comandante in capo; il generale francese Anne François Mellinet, esiliato a Bruxelles, che comandava l'artiglieria degli insorti; Chazal padre e figlio, bonapartisti, di cui il figlio fece poi una brillante carriera nell'esercito e in politica come ministro della guerra e generale in capo (in età avanzata comanderà l'esercito belga che, nel 1870, dovrà difendere il paese contro un attacco dei belligeranti francesi o prussiani); Niellon, Le Hardy de Beaulieu, rifugiati che si erano stabiliti in Belgio. La maggior parte di questi volontari provenienti dalla borghesia e dalla nobiltà avevano ricevuto la nazionalità belga fin dall'inizio del regno di Leopoldo I.

## Ottobre: i rivoluzionari prendono il controllo del territorio
Il 29 settembre, gli Stati generali accettano il principio di separazione amministrativa, ma è troppo tardi: le “giornate di settembre” hanno definitivamente rovesciato i belgi di Guglielmo I. L'opinione più diffusa sosteneva che un re che aveva fatto versare il sangue del suo popolo non poteva più regnare. Il 4 ottobre 1830 il governo provvisorio proclama l'indipendenza del Belgio, annuncia la redazione di un progetto di Costituzione e la prossima convocazione di un Congresso nazionale.
Il 5 ottobre il principe d'Orange arriva ad Anversa. Ci resterà fino al 25-26 ottobre e negozierà con le autorità belghe con l'intento di salire sul trono del Belgio. Infatti, una buona parte della stampa e dei leader rivoluzionari (Charles de Brouckère, Joseph Lebeau, Lucien Jottrand) considerava che offrire il trono belga al principe d'Orange fosse l'unica soluzione per ottenere l'assenso delle potenze all'indipendenza del Belgio. Questa soluzione aveva anche il vantaggio di tutelare l'industria belga dal rischio di chiusura dei mercati olandese e indonesiano. Charles de Brouckère incontra il principe l'8 ottobre.
Per via dei loro costanti contatti con la popolazione locale, i soldati governativi, che solitamente stazionavano nelle regioni di loro origine, si mostrano molto sensibili alle idee rivoluzionarie. Le truppe ammutinano, rifiutando di obbedire agli ordini, e disertano in massa. Presso alcune guarnigioni gli ufficiali olandesi vengono imprigionati dai loro stessi soldati. Il disfacimento dell'esercito si accelera dal 16 ottobre, quando il principe Guglielmo, imitando il governo provvisorio, proclama l'indipendenza delle province meridionali (al di qua del Reno) e dichiara la propria intenzione di suddividere l'esercito in divisioni nordiste e sudiste.
Malgrado la loro composizione e inquadramento variegati (tra i dirigenti c'erano l'avventuriero spagnolo don Juan Van Halen e degli officiali francesi) le brigate volontarie belghe riescono a estromettere pressoché ovunque le truppe regolari del re dei Paesi Bassi. Così, queste vengono respinte verso il fiume Nèthe (battaglia di Walem), poi fino ad Anversa (battaglie di Berchem e di Borgerhout).
Il 26 ottobre, poco dopo la partenza del principe d'Orange, i volontari belgi entrano nella città di Anversa. Il generale Chassé, comandante delle truppe governative, ordina alle sue truppe di ritirarsi nella fortezza per evitare i combattimenti in strada e concorda insieme al comando belga un cessate il fuoco.
Alla fine di ottobre l'intero territorio era stato liberato dalle truppe del Nord, anche gli attuali Limburgo olandese e il Granducato di Lussemburgo, poiché a quei tempi esistevano solamente un solo Limburgo e un solo Lussemburgo (queste province verranno divise in due nel 1839). Solo le cittadelle di Anversa, Maastricht e Lussemburgo (quest'ultima occupata dalle guarnigioni prussiane) restano nelle mani del governo di Guglielmo I.
Ad Anversa i volontari belgi, poco disciplinati, non rispettano il cessate il fuoco e continuano a sparare sugli “Olandesi”. Mettendo in atto una rappresaglia, il duca di Sassonia-Weimar ordina a Chassé di bombardare la città dalla cittadella e dalle navi da guerra ancorate nello Schelda. Il bombardamento del 27 ottobre dura sei ore e fa ottantacinque morti e molti danni. Questo avvenimento ha una grande risonanza nel paese e compromette definitivamente l'immagine della casa d'Orange.

## Cessate il fuoco e Congresso nazionale di novembre
Da novembre le posizioni militari si consolidano e si cerca di pervenire ad un cessate il fuoco. Il 3 novembre si tengono le elezioni per il Congresso nazionale che si riunisce per la prima volta il 10 novembre. Questi, otto giorno dopo, conferma la dichiarazione di indipendenza “eccetto le relazioni del Lussemburgo con la Confederazione germanica”. L'indipendenza nazionale viene votata all'unanimità. Il 22 novembre il Congresso opta per la monarchia come forma di governo e discute riguardo all'opportunità di scegliere o meno un Nassau come sovrano. I deputati decidono, quindi, di escludere i membri della casa d'Orange-Nassau dal trono del Belgio. Questa decisione viene presa conseguentemente al bombardamento del 27 ottobre 1830, effettuato dalle truppe olandesi, contro la città di Anversa.

## Reazioni internazionali e controffensiva del Regno dei Paesi Bassi

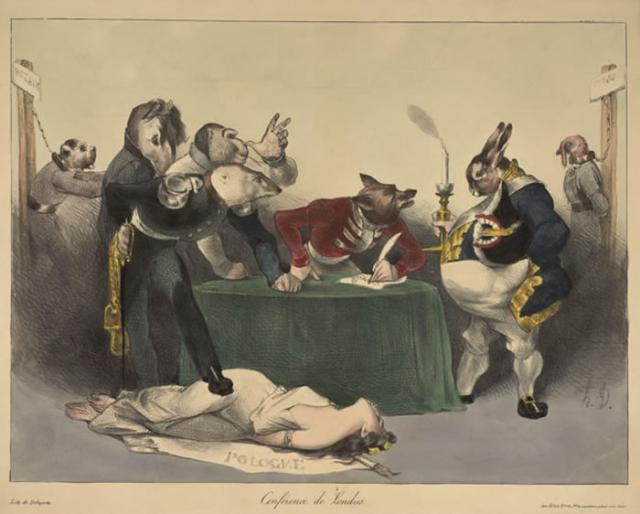
Caricatura della conferenza di Londra apparsa nel 1832, realizzata da Honoré Daumier.

Quando il Belgio dichiara l'indipendenza nel 1830, Guglielmo I fa appello alle potenze coalizzate per mantenere le proprie prerogative sui territori ribelli. Le grandi potenze conservatrici (Prussia, Austria e Russia) sono favorevoli al mantenimento, anche attraverso la forza se sia il caso, del Belgio all'interno del Regno dei Paesi Bassi. Solo la Russia offre un aiuto militare ai Paesi Bassi, ma dal 29 novembre 1830 scoppia un'insurrezione in Polonia impedendogli così di poter inviare delle truppe a Guglielmo I. La Gran Bretagna teme che la Francia annetta il Belgio.
Attraverso le memorie di Alexandre Gendebien, membro del governo provvisorio, affine alla Francia ma avverso allo smantellamento del Belgio, sappiamo che Talleyrand aveva proposto di offrire all'Inghilterra le Fiandre fino allo Schelda, incluso Anversa, lasciando alla Prussia Liegi e il Limburgo; la Francia avrebbe annesso tutti gli altri territori, cioè i quattro quinti della Vallonia più Bruxelles, situandosi la frontiera franco-olandese sul Demer, a nord di Bruxelles. Gendebien, che si opponeva alla sparizione del Belgio, rifiuta evocando la minaccia di un'insurrezione generale che si sarebbe potuta diffondere ad altri popoli di un'Europa già in preda a diversi movimenti popolari; per esempio, alla Polonia, che in quello stesso anno (1830) si era sollevata contro l'annessione alla Russia, ed alla Francia, dove l'agitazione operaia nata dalle giornate di luglio non si era ancora placata. Il liberale inglese Ponsonby, arrivato in delegazione a Bruxelles, aveva già fatto sapere a Londra qual era il rischio che l'Europa avrebbe corso se ci si fosse lasciati sedurre dai piani imperialisti che facevano risorgere le vecchie ambizioni delle monarchie d'Ancien Régime.
Da quel momento le cose non vanno più per le lunghe ed il 20 gennaio 1831 le grandi potenze riunite al Londra constatano la vittoria belga, e si decidono a ratificare la volontà d'indipendenza dei rivoluzionari. Il protocollo d'intesa della conferenza di Londra getta le basi per la separazione del Belgio e dei Paesi Bassi, lasciando a questi ultimi una parte del Limburgo e tutto il Lussemburgo. Il Congresso nazionale rigetta, però, questo protocollo.

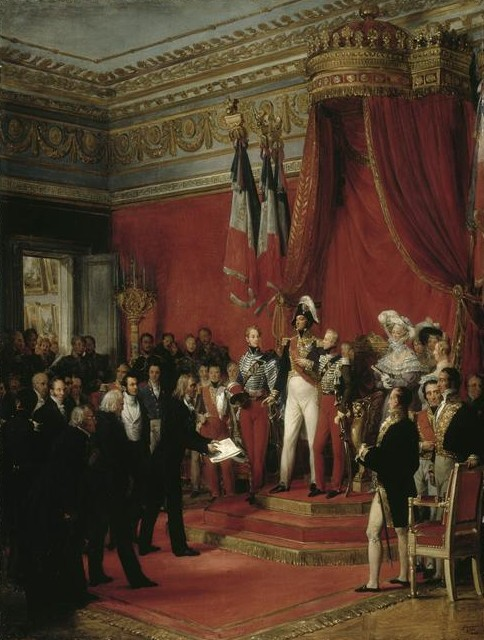
Il re Luigi Filippo rifiuta la corona offerta dal Congresso nazionale belga al duca di Nemours il 17 febbraio 1831, tela di Nicolas Gosse, 1836.

Quando il Congresso nazionale belga sceglie, il 3, attraverso una maggioranza striminzita, il duca di Nemours Luigi d'Orléans, uno dei figli del re dei francesi, affinché divenga re del Belgio, il padre di questi, Luigi Filippo, rifiuta l'offerta per il timore di scatenare una guerra europea nella quale la Francia sarebbe stata isolata. Il rifiuto francese aveva anche dei motivi economici: il deputato Laurent Cunin-Gridaine aveva pronunciato davanti alla Camera il 28 gennaio 1831 un discorso nel quale denunciava il pericolo che la Francia avrebbe corso per l'assenza di una barriera doganale tra lei e il Belgio, visto che quest'ultimo si era lanciato con forza nella prima rivoluzione industriale, soprattutto per via degli investimenti dell'inglese John Cockerill nell'industria del ferro.
In seguito al rifiuto di Luigi Filippo di permettere al figlio di salire sul trono del Belgio, il Congresso elegge un reggente: Surlet de Chokier. Questi forma un primo governo, composto esclusivamente da personalità liberali ad eccezione di colui che all'epoca si chiamava capo di gabinetto e che poi verrà chiamato primo ministro, il cattolico Etienne de Gerlache che, attaccato dai liberali, rassegna le sue dimissioni dopo pochi giorni. Surlet de Chokier chiede allora a Etienne de Sauvage di formare un nuovo governo. Questi fa appello a Joseph Lebeau e a Paul Devaux, due personalità che si erano distinte per la loro opposizione alla candidatura del duca di Nemours, cioè che erano contrari ad una politica estera esclusivamente francese. Sarà Lebeau che assicurerà la direzione effettiva della politica del giovane Belgio fino al 21 luglio.
Bisognava trovare un re, e Paul Devaux propone Leopoldo di Saxe-Cobourg-Gotha, un principe anglo-tedesco. Questa scelta raccoglie immediatamente il parere favorevole di Lord Palmerston, all'epoca segretario di Stato del Foreign Office. Questi fa sapere a Lebeau che il Belgio potrebbe forse riscattare il Lussemburgo se Leopoldo venisse eletto re dei belgi. Joseph Lebeau ottiene allora facilmente dal Congresso l'elezione del principe di Saxe-Cobourg-Gotha (viene eletto con 152 voti su 196) malgrado questi ignorasse la lingua nazionale e la religione protestante lì professata. Leopoldo non accetta subito la corona ed esige che il Belgio trovi prima un compromesso riguardo al Limburgo ed al Lussemburgo insieme alle potenze riunite nella conferenza di Londra. Lebeau invia, quindi, una delegazione a Londra incaricata di offrire ufficialmente la corona a Leopoldo I e di negoziare con le potenze una revisione del protocollo di Londra. In seguito alle negoziazioni, il 26 giugno 1831, viene pubblicato il trattato dei XVIII articoli, più vantaggioso per il Belgio rispetto al protocollo di Londra. Léopold de Saxe-Cobourg-Gotha chiede che il Congresso nazionale ratifichi il trattato. Joseph Lebeau difende a lungo la ratificazione di fronte all'assemblea e l'ottiene il 9 luglio. Leopoldo accetta allora la corona, raggiunge il Belgio, il 21 luglio 1831 diviene il primo re dei belgi con il nome di Leopoldo I e presta giuramento a place Royale. Viene costituito un ministero composto da cattolici e liberali, presieduto da Félix de Muelenaere.
Il governo britannico, guidato da Lord Palmerston, dopo essere stato rassicurato sulla perennità dell'indipendenza del Belgio, soprattutto grazie all'elezione di Leopoldo di Saxe-Cobourg-Gotha in qualità di re dei belgi, approva definitivamente il mantenimento del Belgio come Stato indipendente e perpetuamente neutro. Le altre grandi potenze si allineano progressivamente a questa posizione.
Guglielmo I non accetta la situazione. Il 2 agosto 1831 l'esercito olandese avanza verso Bruxelles incontrando solo una debole resistenza da parte di un giovane esercito belga in formazione. Non si tratta più di guerriglia nelle campagne e di combattimenti per le vie. I belgi si ritrovano di fronte un esercito regolare con dei generali esperti parte degli eserciti di Napoleone che fanno muovere le truppe in ranghi serrati coperti da una possente artiglieria. Ne risulta la Campagna dei dieci giorni al termine della quale gli olandesi minacciano Bruxelles. Però, un corpo di volontari del Limburgo, guidati da un borghese che veniva dai territori vicino a Maastricht e che di nome faceva De Brouckère, li minaccia alle spalle e attacca il loro sistema di comunicazione e di approvvigionamento, mentre un esercito francese, chiamato “Esercito del Nord”, oltrepassa la frontiera e procede alla volta degli olandesi. Lo stato maggiore olandese ritira, allora, le truppe che si trovano già davanti a Lovanio. Ritirati nella fortezza di Anversa, gli olandesi negoziano un cessate il fuoco con il governo provvisorio. Degli scambi di colpi d'arma da fuoco hanno, però, luogo tra i volontari belgi e i soldati olandesi. Per rispondere a ciò che lui denuncia come una provocazione, il generale Chassé fa bombardare la città provocando centinaia di morti tra i civili e mettendo fine alla sollevazione della popolazione contro i Paesi Bassi.

### Ritirata definitiva dei Paesi Bassi e trattato di pace
Gli olandesi si ostinano a restare nella fortezza di Anversa e, di conseguenza, il re Leopoldo I, ricorrendo all'appoggio delle potenze, richiede un secondo intervento francese. Il 30 novembre ha inizio un altro assedio di Anversa. Questa volta viene vietato di combattere ai volontari belgi poiché si temono i loro eccessi. Infatti, il ricordo della rivoluzione del Brabante del 1789 è ancora vivo tra gli uomini politici belgi, i quali si ricordano dei liberali di Bruxelles che, all'epoca, avevano conteso il potere al partito detto “dell'ordine” a vantaggio di profondi cambiamenti istituzionali. Anche da parte dei francesi si ha la stessa reazione, in questo caso per il ricordo degli eccessi popolari durante la rivoluzione francese. Quindi, i volontari belgi, che formano parte del nuovo esercito nazionale, si vedono vietare la partecipazione all'assedio per paura che ciò fortifichi lo spirito rivoluzionario. La conseguenza inattesa e benefica di questo divieto è che i volontari iniziano a rimpinguare i ranghi del nuovo esercito belga, contribuendo così alla difesa vittoriosa presso le dighe di Doel contro gli olandesi che minacciavano di distruggerle con lo scopo di inondare le campagne intorno ad Anversa.
Alla fine, l'esercito olandese presso la fortezza si arrende il 23 dicembre. Imprigionati, gli olandesi saranno liberati nel 1833, ma bisognerà ancora aspettare il 1839 perché i Paesi Bassi riconoscano l'indipendenza del Belgio attraverso il trattato dei XXIV articoli. Con questo il Belgio viene obbligato a restituire una parte del Limburgo, ma potendo tenere metà del Lussemburgo di cui il trattato precedente l'aveva totalmente privato. Si deve anche accettare la chiusura dello Schelda, regolata da un pedaggio che sarà mantenuto finché, nel 1863, il ministro Charles Rogier, uno dei capi rivoluzionari del 1830 diventato primo ministro, stipulerà un accordo di riscatto forfettario del diritto di pedaggio.

## Conseguenze della scissione

### Conseguenze economiche
La scissione ha come risultato una catastrofe economica per l'industria tessile di Gand. Nel 1832 si trattavano ormai non più di due milioni di chili di cotone rispetto ai sette milioni e mezzo del 1829. Molti lavoratori si ritrovano disoccupati e chi rimaneva al lavoro non guadagnava più del 30% del salario del 1829.
Nella città portuaria di Anversa il traffico marittimo diminuì drasticamente. Nel 1829 il traffico raggiungeva le 1 028 navi e le 129 000 tonnellate. In quell'anno venivano scaricati ad Anversa il doppio dei beni che si scaricavano a Rotterdam e ad Amsterdam messe insieme. Nel 1831, invece, il numero di navi scende a 398 e il commercio con le colonie si riduce a zero.
Questo accresce il sentimento orangista presso le classi agiate, in particolar modo tra il padronato tessile di Gand. Malgrado il potere finanziario di questi, codesta tendenza rimane minoritaria rispetto alla volontà d'indipendenza che animava la stragrande maggioranza dei belgi.

### Conseguenze culturali
Sotto il governo di Guglielmo I il numero di bambini che frequentano la scuola elementare passa da 150 000 a 300 000 grazie alla creazione di 1 500 nuove scuole. L'insegnamento veniva impartito in olandese in tutte le Fiandre e a Bruxelles. Dopo la rivoluzione vengono create poche scuole pubbliche a causa dei mezzi finanziari limitati di cui disponeva il governo che aveva affrontato grandi spese militari. Tuttavia, grazie alla libertà d'insegnamento garantita dalla Costituzione, vengono create numerose scuole cattoliche. I gesuiti fondano numerosi collegi.
Di contro, lo Stato belga porta avanti una politica di “francesizzazione”, specialmente a Bruxelles. L'amministrazione pubblica diventa totalmente francofona, incluso nelle Fiandre e a Bruxelles. Quest'imperialismo linguistico farà più tardi nascere il movimento fiammingo.

### Repressione
Poco dopo la rivoluzione hanno luogo delle proteste contro il nuovo ordinamento, soprattutto a Gand dove l'industria tessile era stata fortemente colpita dalla nuova situazione politica. Gita Deneckere descrive nella sua opera De plundering van de orangistische adel delle “azioni collettive antiorangiste a Bruxelles, Anversa, Gand e Liegi, di cui ha trovato traccia negli archivi della polizia, giuridici e politici. Si tratta di trentadue azioni in totale, avvenute negli anni 1831-1834, che erano di morfologia, durata, estensione, intensità, violenza e capacità distruttiva variabile”. L'incidente più rappresentativo è il saccheggio avvenuto a Bruxelles nel 1834.

## Interpretazioni della rivoluzione
La rivoluzione belga è stata interpretata in modo diverso. In particolare, esistono diverse riflessioni sulle giornate di settembre.

### Una rivoluzione nazionalista
La prima interpretazione riguarda una lettura dell'evento in chiave nazionalista. Questa considera le rivolte una sollevazione nazionale nella quale un popolo intero, guidato da una coscienza comune, soccorre la capitale in rivolta. Quest'interpretazione è stata a lungo la sola ad essere considerata dalla storiografia belga, per esempio, Henri Pirenne vi vede un'insurrezione di portata nazionale nella quale identifica una mentalità irredentista specificamente belga, sorta per via delle dominazioni straniere sul Belgio.
Anche Jean Stengers considera questa una rivolta di tipo nazionale: «[La rivoluzione del 1830] è essenzialmente una rivoluzione nazionale che vede i belgi opporsi agli olandesi, dei quali scuote il giogo ("joug" – l'espressione "joug hollandais" (giogo olandese) ricorre durante tutta la rivoluzione). L'indipendenza del Belgio è apparsa rapidamente come l'ideale da raggiungere e che si è realizzato. Il patriottismo nel 1830 è presente dovunque ed è ardente». Jean Stengers trova segnali del carattere nazionale di questo evento nei testi e nelle parole dell'epoca, nel numero dei doni patriottici, dei canti e delle poesie. Stengers nota che all'epoca la patria viene prima di ogni cosa (prima della regione). Per Jean Stengers, questa "chiara" descrizione della rivoluzione (nazionale, ma anche liberale, affermando il diritto alla nazionalità belga, che attraversa tutte le provincie del paese ed è portata avanti da tutto il popolo) viene messa in discussione in tre momenti:
1. Dai partigiani del movimento vallone, che attribuiscono un ruolo eccessivo ai valloni, ed allo stesso tempo dal movimento fiammingo che, al contrario, minimizza il ruolo dei valloni;
2. Da alcuni storiografi marxisti che attribuiscono alla rivoluzione cause esclusivamente economiche e sociali;
3. Da tutti coloro che considerano risiedere nel passato le cause dei loro dubbi sulla solidità del Belgio.

Anche Jacques Logie difende la tesi nazionale: «Il successo del movimento rivoluzionario non può che essere attribuito allo slancio nazionalista che in tutto il Belgio fomenta l'entusiasmo popolare, travolge la borghesia lealista e coinvolge coloro che erano rimasti in disparte. Alcune manifestazioni che testimoniano che gli eventi seguivano la direzione appena descritta sono: le sommosse popolari spontanee dirette contro la presenza dei presidi governativi, i doni patriottici offerti un po' dappertutto nel paese al governo provvisorio, l'ammutinamento delle guarnigioni belghe costellate dal rifiuto degli ufficiali originari delle province di combattere contro i propri compatrioti».
Ciononostante, Rooney critica l'interpretazione nazionalista insistendo sul ruolo minimo giocato da coloro che non provenivano da Bruxelles negli eventi di tale cittadina. Nel suo studio sui combattenti delle "Giornate di settembre" insiste sui fattori socio-economici che hanno portato alla rivolta.
Fred Stevens e Axel Tixhon attenuano l'interpretazione nazionalista degli eventi insistendo sul fatto che in un primo tempo i rivoluzionari non cercano di creare uno Stato indipendente, ed affermando che quest'idea diventa predominante solamente una volta che il comportamento di Guglielmo I si fa intransigente e soprattutto quando sopraggiunge il bombardamento di Anversa. Questi studiosi ricordano anche che il realismo economico di molti patriottici belgi li conduce a sposare tesi re-unioniste (di annessione della Vallonia alla Francia) o orangiste.

### Una rivoluzione vallona

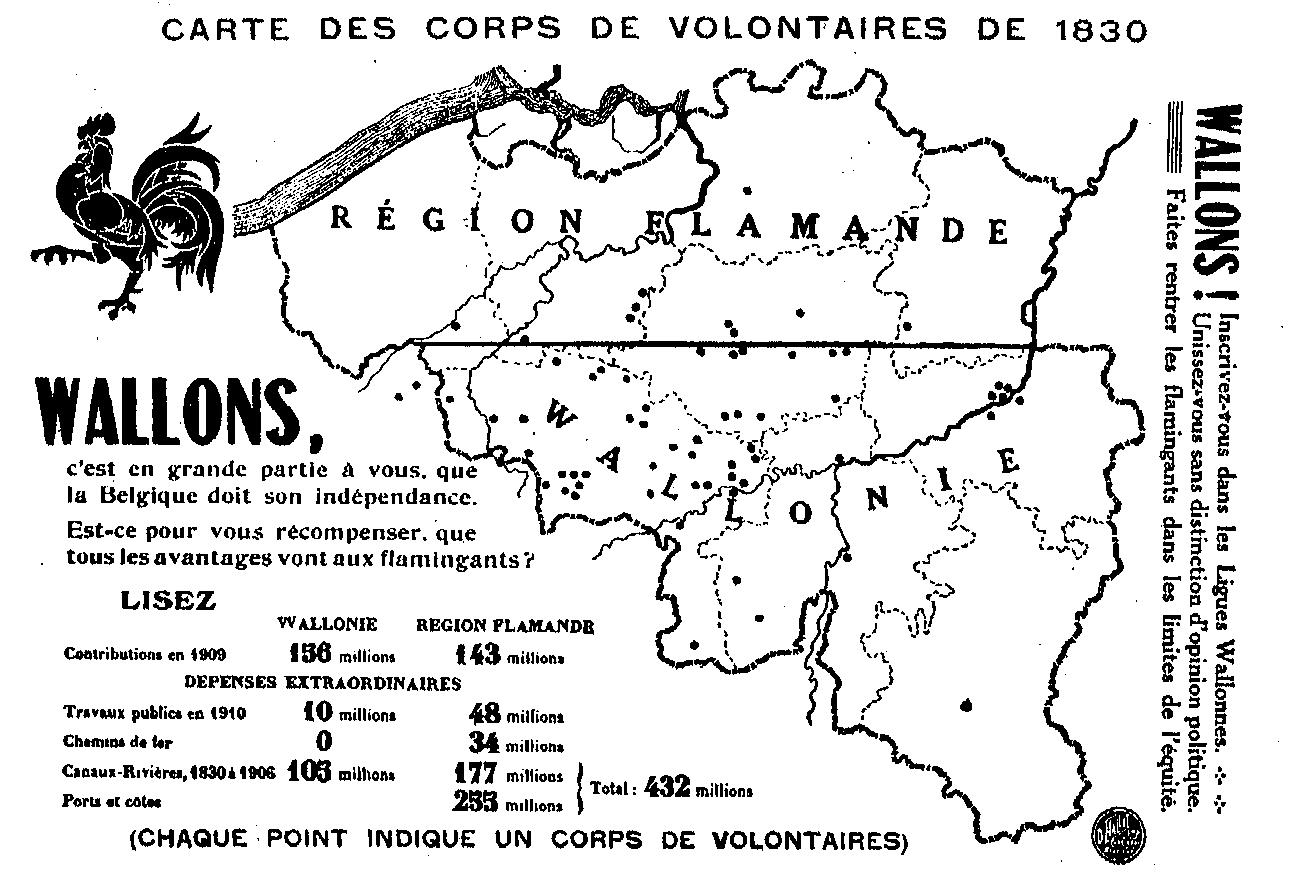
Manifesto del 1912 delle lingue vallone che denuncia gli squilibri tra la percentuale di volontari valloni nel 1830 e le spese pubbliche consentite per le Fiandre.

Al principio del XX secolo i partigiani del movimento vallone considerano analoghi il combattimento del 1830 contro gil olandesi e quello vallone contro il movimento fiammingo (chiamato nel Belgio francofono, con a volte una connotazione peggiorativa, dei "flamingants"). Quindi, ingigantiscono il ruolo dei valloni nella rivoluzione, al punto che l'anniversario delle giornate di settembre viene scelto nel 1913 come "festa nazionale della Vallonia". Progressivamente, un altro aspetto del 1830 viene messo in primo piano dal movimento vallone: il re-unionismo, cioè la volontà di annessione del Belgio francofono alla Francia. Nel 1838, Francis Dumont, nell'opera L'Irrédentisme français de Wallonie de 1814 à 1831, difende la tesi secondo la quale il re-unionismo era un movimento importante nel 1830, rappresentante un settore non trascurabile dell'opinione vallona.
Il movimento fiammingo propende per la stessa visione poiché vedeva il 1830 come la catastrofe che avrebbe determinato il dominio indiscusso della lingua francese sulle Fiandre. Arnoldus Smits esprimerà questa tendenza nella sua opera 1830. Scheuring in de Nederlanden (1951). Questo lavoro è stato severamente criticato da Jan Dhondt.
Jean Stengers ricorda che tutto il paese ha partecipato alla rivoluzione e che se il movimento a volte è stato meno intenso nelle Fiandre ciò è dovuto al fatto che le forze militari governamentali in quella zona erano più numerose. Stengers sottolinea inoltre che la maggioranza dei combattenti delle giornate di settembre erano degli abitanti di Bruxelles che parlavano fiammingo e che la diffusione dell'orangismo a Gand ed Anversa era avvenuta per via delle classi superiori francesizzate.
Fred Stevens ed Axel Tixhon aggiungono che dopo i combattimenti di settembre doni patriottici giungono da tutto il paese, sia dal nord che dal sud.

### Una rivoluzione proletaria
Basandosi sulla lista dei combattenti creata da Auguste de Wargny, Maurice Bologne avanza la teoria che la rivoluzione belga sia proletaria e che la borghesia e la nobiltà gliel'abbiano sottratta. Questa teoria si trova esposta nella sua opera L'Insurrection prolétarienne de 1830 en Belgique, pubblicata nel 1929. Frans van Kalken e Robert Demoulin, tra gli altri, hanno severamente criticato questa teoria. Ciononostante, Jacques Logie rileva che «per protestare contro i bassi salari e la meccanizzazione che crea la disoccupazione, gli operai saccheggiano le fabbriche di periferia», a ciò si aggiungono anche le rivendicazioni riguardanti l'«abbandono di un certo tipo di meccanizzazione e l'annullamento dei piccoli debiti operai».
È, quindi, evidente che all'opposizione della borghesia verso la politica egemonica del re d'Olanda si unisce, dal 1829, l'ostilità popolare. Ciononostante, come si sforza di dimostrare Rooney, non possiamo parlare di coscienza politica: il popolo non si scaglia contro i possedimenti della borghesia di Bruxelles e nessun manifesto di contestazione viene ritrovato in quella città. Inoltre, una volta che l'indipendenza diviene definitiva, nessuno denuncia l'appropriazione dei risultati della rivoluzione da parte della borghesia. Al contrario, il popolo sembra soddisfatto dell'allontanamento degli olandesi. Fred Stevens ed Axel Tixhon riconoscono comunque il ruolo maggiore giocato dalle masse operaie durante i combattimenti, ma ricordano che le altre classi sociali hanno svolto un ruolo essenziale nella conduzione delle operazioni, ed insistono sul fatto che all'epoca il proletariato non aveva né coscienza di classe, né strutturazione, né leader, e né tantomeno programma politico.

### Un complotto francese
La propaganda fiamminga tenta di presentare la rivoluzione belga come un complotto francese volto allo scopo di ottenere il sostegno delle altre potenze. Si parla anche della presenza di certi leader belgi a Parigi al momento dell'insurrezione.
Nel 1873, Victor de Bavay, nella sua opera Histoire de la révolution belge de 1830, propone l'idea che la rivoluzione belga sia il frutto di un complotto ordito da Parigi. Nonostante ciò, egli non contesta l'esistenza del Belgio, sostenendo che questo si sia inserito nel concerto delle nazioni europee malgrado le aspirazioni annessioniste che attribuisce ai complottisti parigini. Questa tesi è stata ripresa da Maurits Josson in De Belgische Omwenteling van 1830 (1930) e da André Monteyne in België: een Misverstand (1979).
Jacques Logie giudica questa argomentazione poco verosimile poiché si baserebbe unicamente sulla testimonianza poco oggettiva di alcuni appartenenti all'amministrazione pubblica (il governatore Hyacinthe van der Fosse, vecchio borgomastro di Bruxelles, ed il procuratore del re Henry-Joseph Schuermans) e certi fatti la contraddicono (l'assenza di francesi tra gli arrestati, una lettera di Alexandre Gendebien nella quale spiega che non ha potuto ottenere l'intervento del governo di Luigi Filippo, ecc.).
Anche Fred Stevens e Axel Tixhon rifiutano questa tesi sostenendo l'assenza di agitatori francesi durante i primi giorni dell'insurrezione, affermando che i leader belgi presenti a Parigi fossero sorpresi dell'evoluzione della situazione in Belgio e che il governo francese non ha mai rivendicato di aver preso parte alla rivoluzione.

### Il Belgio: una costruzione artificiale?
Secondo Jean Stengers di frequente nella stampa belga o estera si ritrovano delle dichiarazioni che presentano il Belgio come una "creazione artificiale", come un "matrimonio forzato" tra fiamminghi e valloni imposto da stranieri. Questa visione non è difesa dagli storici ma è presentata all'opinione pubblica da diverse personalità (principalmente uomini politici e giornalisti) più spesso che non lo sia la storia autentica.
Secondo Jean Stengers, l'unione loro malgrado tra fiamminghi e valloni nel 1830 o anche la loro presentazione come due popoli distinti alleati volontariamente sono dei miti: nel 1830, le nozioni di "popolo fiammingo" e di "popolo vallone" non esistevano. Fred Stevens e Axel Tixhon, allo stesso modo, affermano che non esiste in quel periodo alcuna coscienza fiamminga o vallona e che gli abitanti si definiscono anzitutto "belgi".
La stessa opinione è difesa da Jacques Logie, per cui considerare il Belgio come una "creazione artificiale" significa "farsi beffe della realtà storica".